# Центелла азиатская
Центе́лла азиа́тская (лат. Centélla asiática) — травянистое цветковое растение, вид рода Центелла семейства Зонтичные (Apiaceae); ранее этот род обычно включали в семейство Аралиевые (Araliaceae), иногда включали в семейство Щитолистниковые (Hydrocotylaceae).
Растение широко распространено в Азии и Австралии, используется как пищевое и лекарственное растение.

## Распространение и экология
Центелла азиатская распространена на Шри-Ланке, в Индии, Северной Австралии, Индонезии, Иране, Малайзии, Меланезии и Папуа — Новой Гвинее. Она растёт в основном во влажных низменных местах и вдоль канав.

## Биологическое описание
Ползучее многолетнее травянистое растение. Стебель слабый, укореняющийся в узлах. Листья цельные, на коротких черешках, округло-почковидные с широкой выемкой при основании, по краям тупо-городчатые, сидят на стеблях мутовками по 3—4. В природе высота растений редко превышает 2,5 см, в культуре растения вырастают до 15 см.
Цветки мелкие, невзрачные, красноватые, на коротких цветоножках, появляются весной.

## Химический состав
Трава центеллы азиатской содержит 0,1 % эфирного масла, богатого пиненом, мирценом и другими моно- и сесквитерпеноидами; стероидные соединения (кемпестерин, β-ситостерин, стигмастерин); тритерпеновые сапонины (азиатикозиды, мадекассосиды, азиатиковая и мадекассиковая кислоты, производные R1-барригенола), полиацетиленовые соединения, флавоноидыː рутин, кемпферол, кверцетин и др., алкалоиды, танины.

## Фармакологические свойства и применение в медицине

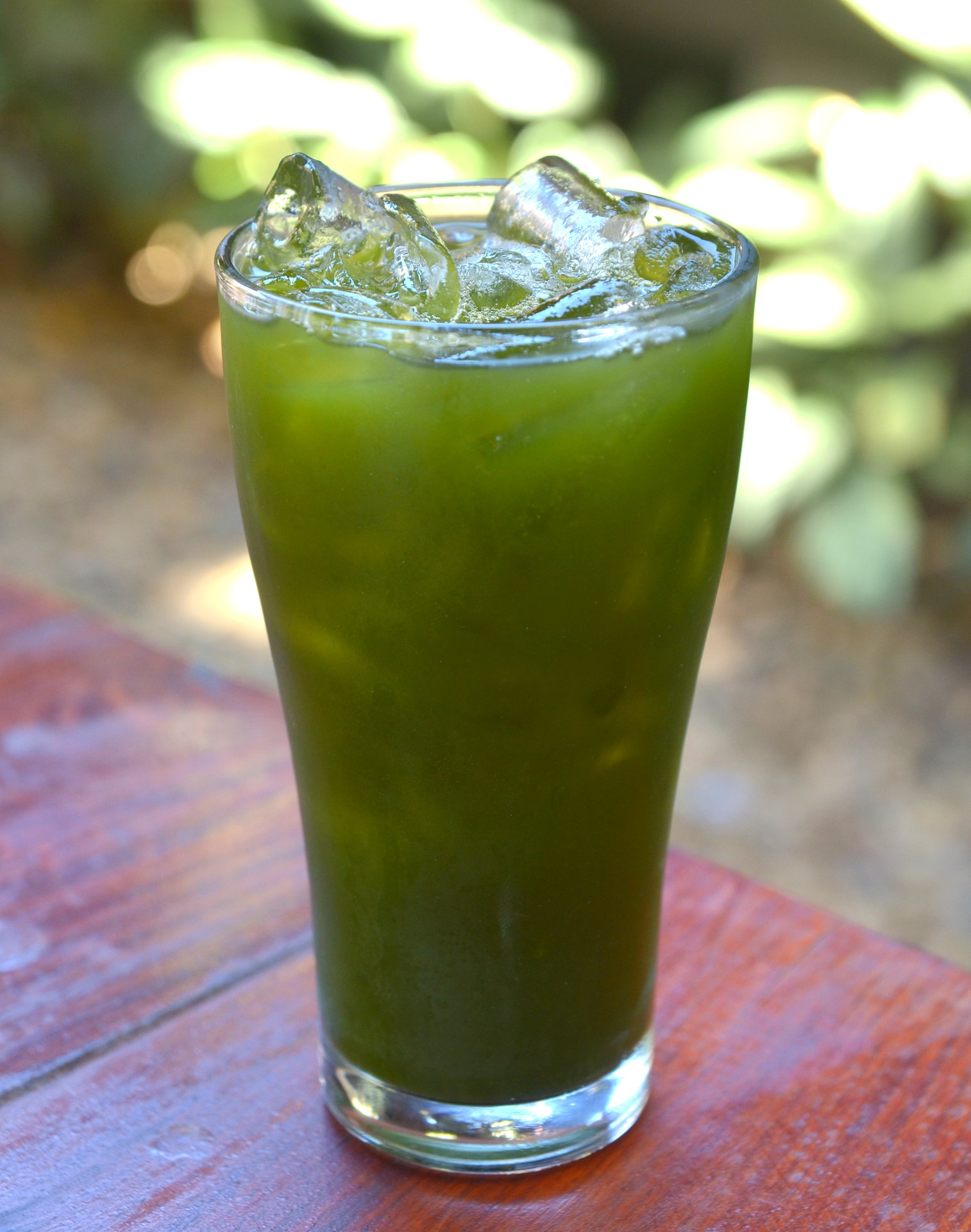
Напиток со льдом, приготовленный из листьев центеллы азиатской. Таиланд

В Юго-Восточной Азии центеллу применяют как стимулирующее и тонизирующее средство, улучшающее обмен веществ, при бронхитах, бронхиальной астме, туберкулёзе. Растение входит в фармакопею Индии и Британскую Травяную Фармакопею, используется как диуретическое, антисептическое, слабительное, противоревматическое средство и в дерматологии. На Мадагаскаре используется для лечения лепры и туберкулёза.
Центелла азиатская известна как самое важное омолаживающее средство в аюрведической медицине. Согласно принятым в ней лечебным методикам это основное средство для стимуляции и укрепления нервных и мозговых клеток. Врачеватели полагают, что она повышает интеллект, улучшает память, увеличивает продолжительность жизни, замедляет старение и даёт силы в старости. Применение препаратов из центеллы укрепляют иммунную систему, очищая и питая её, а также укрепляют надпочечники. В то же время это сильное кровоочистительное средство со специфическим действием при хронических кожных болезнях, включая проказу и сифилис, экзему и псориаз. Растение эффективно при перемежающихся и периодических лихорадках, например при малярии. В виде молочного отвара она служит хорошим тоником для нервной системы.
Во вьетнамской медицине для лечения простуды, лихорадки, головной боли принимают траву центеллы в виде отвара. Для лечения болей в животе, диарее, дизентерии, нефролитиазе, мочекаменной болезни принимают сок растения. При дисменорее и люмбаго — сухой порошок из растения.
Центелла азиатская, как лекарственное растение, постепенно приобретает всё большую популярность в разных странах. Её широко используют как в моно-, так и в комплексных препаратах для укрепления нервной системы, при геморрое, варикозном расширении вен, целлюлите, дисплазии шейки матки, периодонтите, ожирении, ухудшении памяти и других интеллектуальных функций, энцефалопатии (в том числе перинатальные). Центеллу применяют как профилактическое средство от старческого слабоумия, для реабилитации после черепно-мозговых травм, нервно-эмоциональных расстройствах, при гипертонии, лимфостазе, икроножных судорогах, усталости ног. Считается, что она эффективна при различных повреждениях кожи (раны, язвы, ожоги и др., в том числе после хирургических операций), трофических язвах, склеродерме, нарушениях маточного кровообращения и гипоксии плода во время беременности.
Предполагается, по результатам опытов над крысами, что экстракт центеллы азиатской способен снижать скорость укорочения теломер, что теоретически должно продлевать жизнь.

## Культивирование

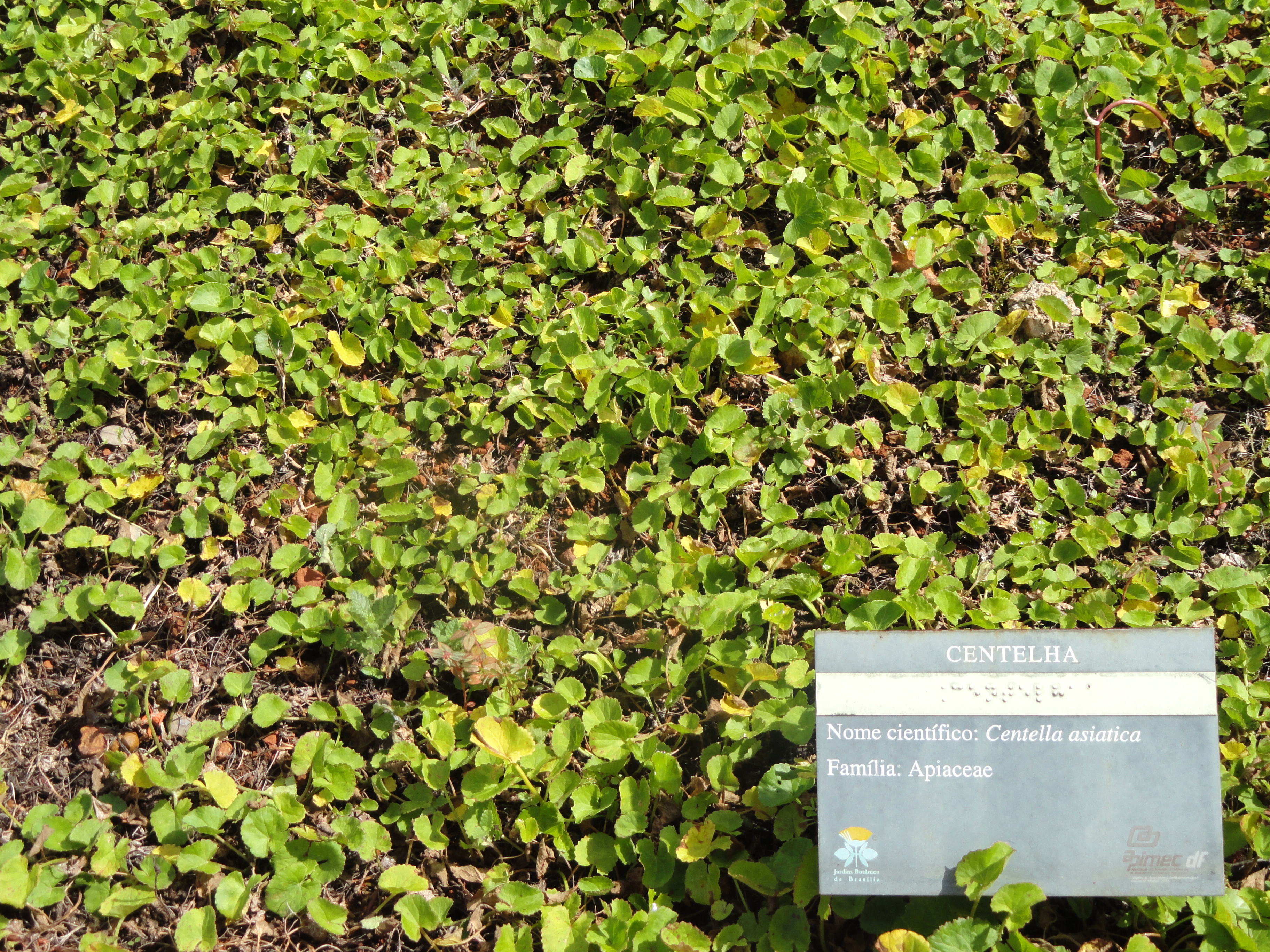
Центелла азиатская в ботаническом саду города Бразилиа

Центелла азиатская — единственный культивируемый вид рода Centella. Почва, в которой выращивают растение, должна быть влажной, особых требований к её плодородности нет. Размножение при культивировании производится делением. Растение требует контроля, поскольку может себя вести довольно агрессивно, быстро захватывая соседние участки.
В открытом грунте растение пригодно для выращивания в зонах морозостойкости с 9 по 12.
Центеллу азиатскую культивируют и как комнатное растение.
Растение широко используется и как пищевое растение. В некоторых регионах Юго-Восточной Азии листья центеллы считаются тонизирующим средством, их ежедневно едят, добавляя в рис.
Экстракт растения входит в состав зубных паст.

## Синонимы
Вид имеет обширную синонимику. Список синонимов по информации базы данных The Plant List:
- Centella asiatica var. crista Makino
- Centella boninensis Nakai ex Tuyama
- Centella glochidiata (Benth.) Drude
- Centella hirtella Nannf.
- Centella tussilaginifolia (Baker) Domin — Центелла мать-и-мачехолистная
- Centella ulugurensis (Engl.) Domin
- Centella uniflora (Colenso) Nannf.
- Chondrocarpus asiaticus Nutt.
- Chondrocarpus triflorus Nutt.
- Glyceria asiatica Nutt.
- Glyceria triflora Nutt.
- Hydrocotyle asiatica L.basionym — Гидрокотиле азиатская[1]
- Hydrocotyle asiatica var. floridana J.M.Coult. & Rose
- Hydrocotyle asiatica var. monantha F.Muell.
- Hydrocotyle biflora P. Vell.
- Hydrocotyle brasiliensis Scheidw. ex Otto & F. Dietr. — Гидрокотиле бразильская
- Hydrocotyle brevipedata St.Lager & St.-Lag.
- Hydrocotyle dentata A.Rich.
- Hydrocotyle ficarifolia Stokes
- Hydrocotyle ficarioides Lam.
- Hydrocotyle hebecarpa DC.
- Hydrocotyle inaequipes DC.
- Hydrocotyle lunata Lam.
- Hydrocotyle lurida Hance
- Hydrocotyle nummularioides A.Rich.
- Hydrocotyle pallida DC.
- Hydrocotyle reniformis Walter
- Hydrocotyle repanda Pers.
- Hydrocotyle sarmentosa Salisb.
- Hydrocotyle sylvicola Cordem.
- Hydrocotyle thunbergiana Spreng.
- Hydrocotyle triflora Ruiz & Pav.
- Hydrocotyle tussilaginifolia Baker — Гидрокотиле мать-и-мачехолистная
- Hydrocotyle uniflora Colenso
- Hydrocotyle wightiana Wall.
- Trisanthus cochinchinensis Lour.